# レフ・トルストイ
レフ・ニコラエヴィチ・トルストイ（露: Лев Николаевич Толстой [ˈlʲef nʲɪkɐˈla(j)ɪvʲɪtɕ tɐlˈstoj] ( 音声ファイル), ラテン文字表記：Lev Nikolayevich Tolstoy, 1828年9月9日〔ユリウス暦8月28日〕 - 1910年11月20日〔ユリウス暦11月7日〕）は、帝政ロシアの小説家、思想家。
フョードル・ドストエフスキー、イワン・ツルゲーネフと並び、19世紀ロシア文学を代表する文豪。他の同姓の人物と区別して「大トルストイ」と呼ぶこともあるが、単にトルストイと表記した場合でも、レフ・トルストイを指すことが多い。
英語では名はレオ（Leo）とされる。
代表作に『戦争と平和』『アンナ・カレーニナ』『復活』など。文学のみならず、政治・社会にも大きな影響を与えた。非暴力主義者としても知られる。

## 生涯

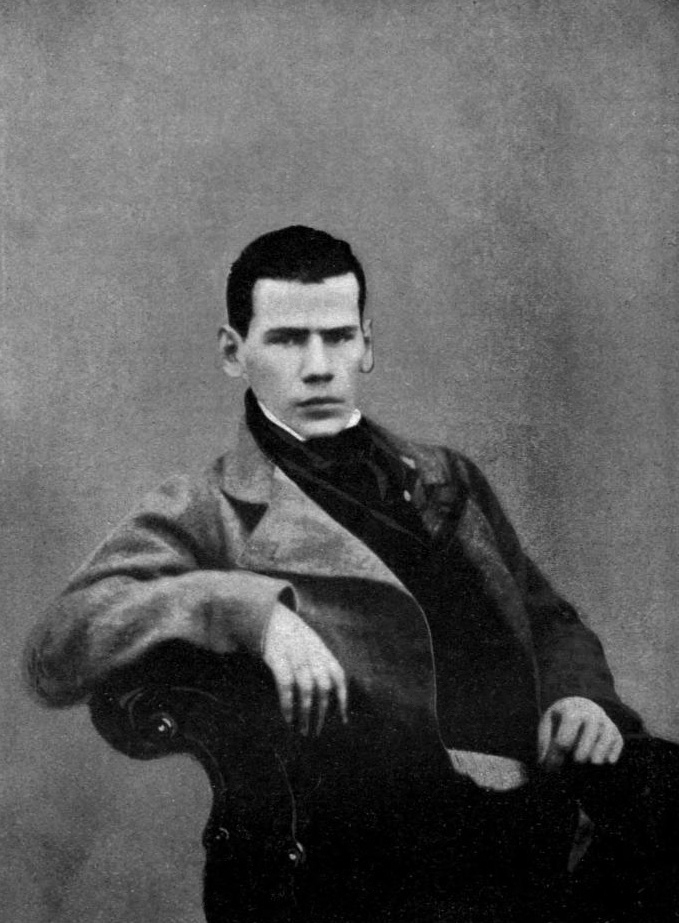
20歳の時に撮影された写真（1848年）

トゥーラ郊外の豊かな自然に恵まれたヤースナヤ・ポリャーナ[map]で、伯爵家の四男として生まれる。祖先は父方も母方も歴代の皇帝に仕えた由緒ある貴族だった。富裕な家庭ではあったが、1830年、2歳のとき母親を亡くす。1837年1月、9歳のときに父親の仕事の都合で旧首都であるモスクワ[map] へと転居するが、同年6月に父親をなくし、祖母に引き取られたがその祖母も翌1838年に他界、父親の妹が後見人となったが彼女もしばらくして他界し、最終的にはカザン[map]に住む叔母に引き取られ、1841年にはカザンへと転居した。1844年にカザン大学東洋学科に入学するが、舞踏会などの社交や遊興にふけって成績はふるわず、1845年には法学部に転部するもののここでも成績は伸び悩み、1847年にカザン大学を中退した。このころルソーを耽読し、その影響は生涯続いた。
1847年、広大なヤースナヤ・ポリャーナを相続し、農地経営に乗り出し、農民の生活改善を目指すが、すぐに挫折した。その後、ヤースナヤ・ポリャーナで暮らしたりモスクワとペテルブルク[map]で放蕩生活を送るが、この時期は様々な事柄に手を出しているもののすべてものにならなかった。その中で、1850年にはじめて小説の執筆を始めている。1851年にコーカサスの砲兵旅団に志願して編入される（コーカサス戦争）。この時の体験は後年『コサック』や『ハジ・ムラート』や『コーカサスの虜 (レフ・トルストイ)』などに反映された。1852年、24歳でコーカサスにて執筆した『幼年時代』がネクラーソフの編集する雑誌『同時代人』に発表され、新進作家として注目を集める。1853年のクリミア戦争では将校として従軍し、セヴァストポリ[map]で激戦の中に身をおく。セヴァストポリ包囲戦での体験は『セヴァストポリ物語』(1855)などに結実し、のちに非暴力主義を展開する素地ともなった。
退役後、イワン・ツルゲーネフらを擁するペテルブルクの文壇に温かく迎えられ、教育問題に関心を持つと1857年にヨーロッパ視察旅行を行なった。ヴァイマル[map]を訪れた際の逸話がトーマス・マンの『ゲーテとトルストイ』（独: Goethe und Tolstoi, 1923年）に記されている。パリ[map]滞在中には公開処刑を目撃し、衝撃を受けている。帰国後、アレクサンドル2世による1861年の農奴解放令に先立って独自の農奴解放を試みるが、十分には成功しなかった。1859年には領地に学校を設立し、農民の子弟の教育にもあたる。強制を排し、自主性を重んずるのが教育方針であった。
翌1860年から1861年に、教育問題解決のため再び西欧に旅立った。この時、ヴィクトル・ユーゴーを訪問し、新作『レ・ミゼラブル』を激賞している。他にもディケンズやツルゲーネフを訪問した。1861年には農奴解放令に伴って設置された農事調停官に任命され、農民と地主との折衝にあたったものの、地主側からの反発を受けて翌1862年に依願退職する。同年、活動を危険視した官憲の妨害により学校は閉鎖のやむなきに至ったが、教育への情熱は生涯変わらなかった。同年34歳で18歳の女性ソフィアと結婚し、これ以降地主としてヤースナヤ・ポリャーナに居を定めることになる。夫婦の間には9男3女が生まれた。幸福な結婚生活の中で世界文学史上に残る傑作が書かれた。トルストイはこれらの小説作品で、自らの生きた社会を現実感をもって描写するという、ギュスターヴ・クールベによって宣言された写実主義（仏: Réalisme）の手法を用いている。
『コサック』(1863年)では、ロシア貴族とコサックの娘の恋愛を描きながら、コサックの生活を写実主義の手法によって描写した。1863年7月18日にヴァルーエフ指令が公布されてウクライナ語での言論活動が禁じられた為、コサックが母語で文筆活動を行なえない皮肉な状況になった。
『戦争と平和』(1864-69)はナポレオン軍の侵入に抗して戦うロシアの人々（祖国戦争）を描いた歴史小説であり、500人を越える登場人物が写実主義の手法によってみな鮮やかに描き出されている。『戦争と平和』の主人公ピエール・ベズーホフにもトルストイ自身の思索が反映している。『戦争と平和』で、トルストイはロシアの貴族社会のパノラマを描き出した。

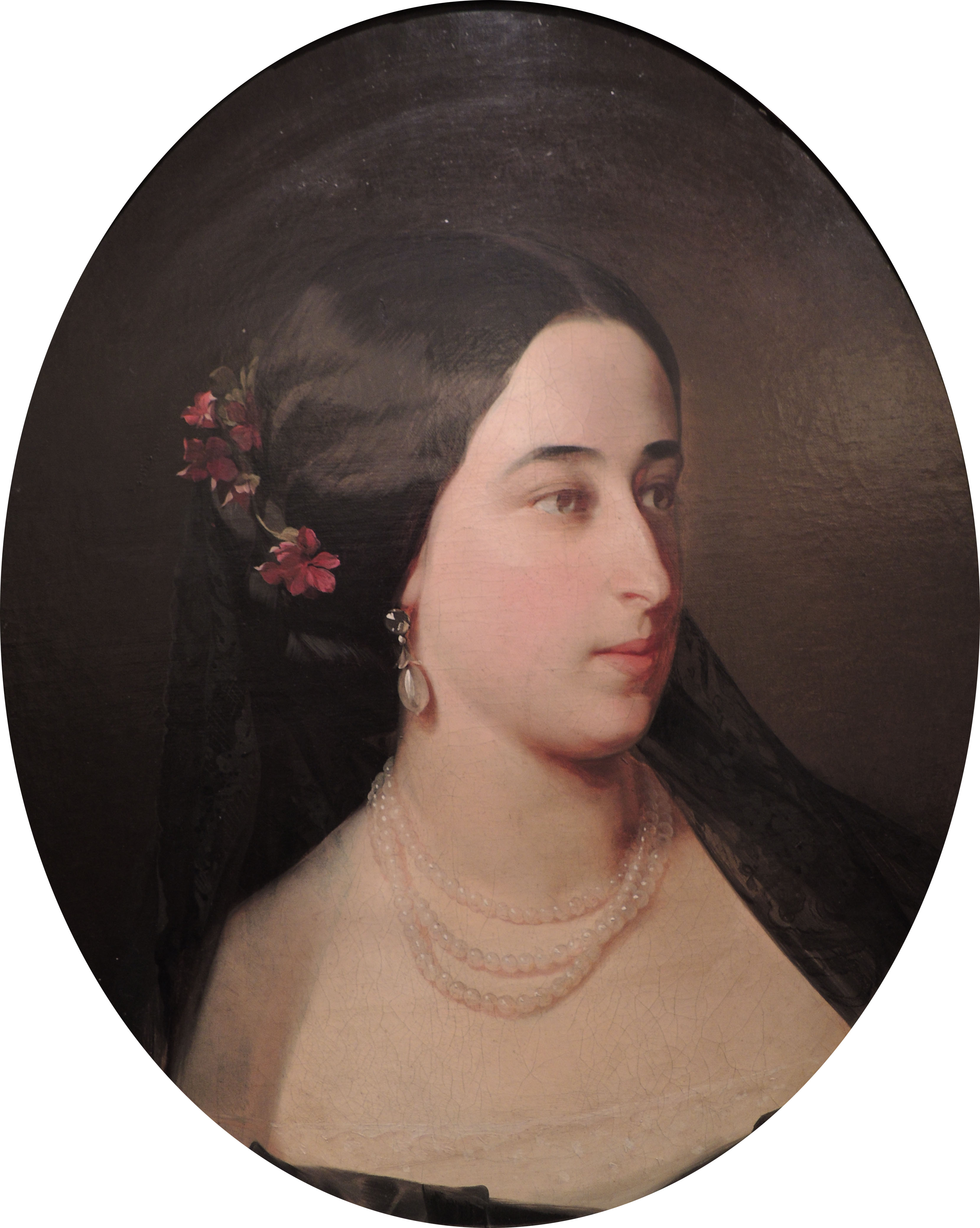
マリアの肖像画（I.K.マカロフ、1860）

『アンナ・カレーニナ』(1873-77)は当時の貴族社会を舞台に人妻アンナの不倫を中心に描く長編小説であり、『戦争と平和』に比べより調和に富み、構成も緊密である。『アンナ・カレーニナ』では、社会慣習の罠に陥った女性と哲学を好む富裕な地主の話を並行して描くが、地主の描写には農奴とともに農場で働き、その生活の改善を図ったトルストイ自体の体験が反映している。小説の主人公アンナのモデルはアレクサンドル・プーシキンの長女マリアで、トルストイは1868年に出会っている。パンジーの花飾りや真珠のネックレスを描いた彼女を描写する一節は、トルストイ博物館に収蔵される肖像画と全く同じである。トルストイはまた社会事業に熱心であり、自らの莫大な財産を用いて、貧困層へのさまざまな援助を行った。援助資金を調達するために作品を書いたこともある。一方『戦争と平和』執筆終了後、『アンナ・カレーニナ』の執筆にかかる前に、トルストイは初等教育の教科書作成を行った。この「初等教科書」は1872年に完成したものの価格や内容の点で全く売れず、1874年には国民学校図書として認可を受けたものの不評は変わらなかった。そのため同年にトルストイは改訂を始め、翌1875年には「新初等教科書」を発行した。この改訂版は価格を下げたこともあり大好評で、ロシア革命まで教科書として使用され続け、革命後もその内容の多くは新しい教科書に採用された。

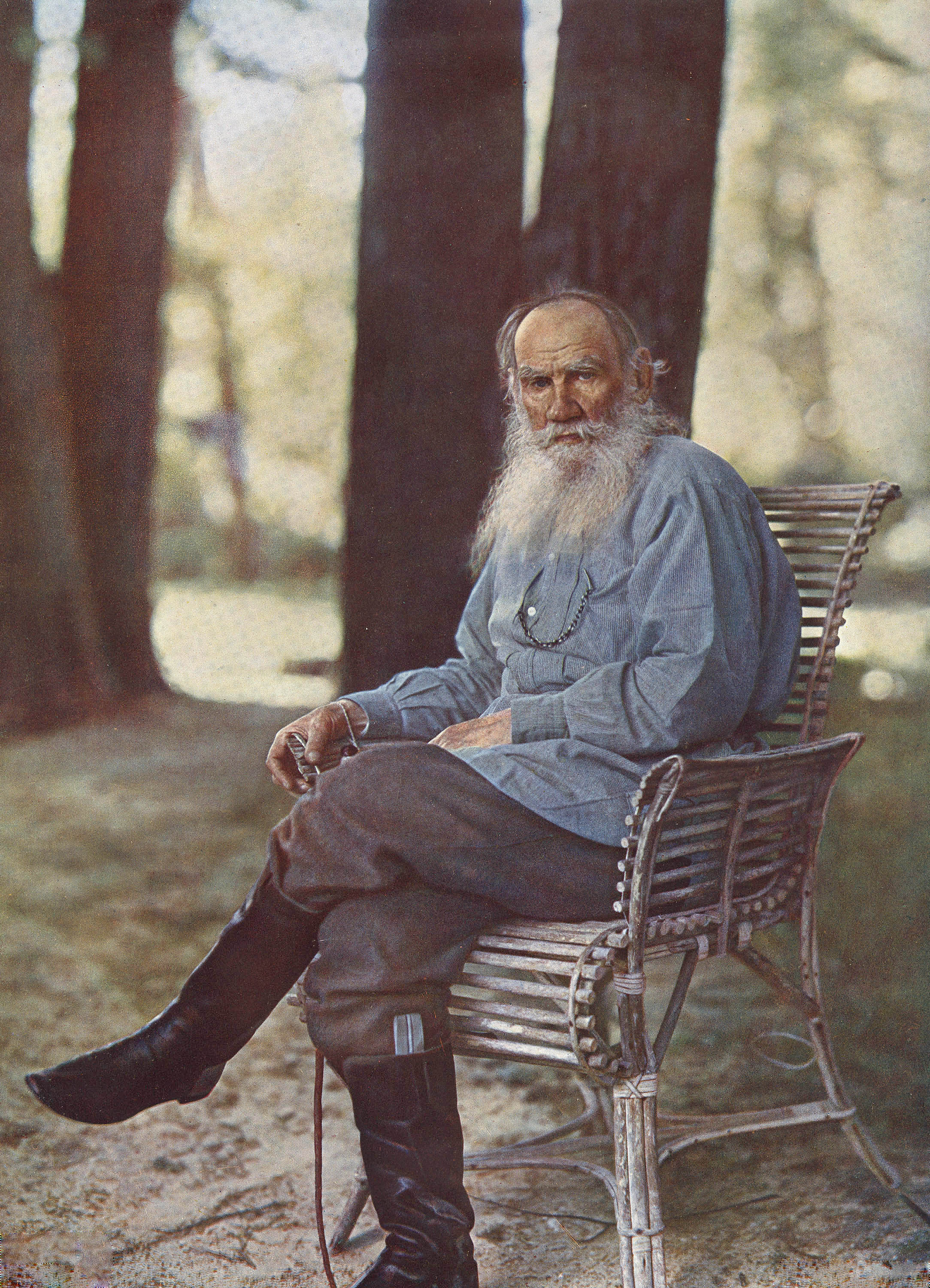
1908年5月23日、セルゲイ・プロクジン＝ゴルスキーがヤースナヤ・ポリャーナで撮影したトルストイのカラー写真。

世界的名声を得たトルストイだったが、1870年代から徐々に精神的な危機が進行しており、『アンナ・カレーニナ』を書き終えたのちの1878年頃から人生の無意味さに苦しみ、自殺を考えるようにさえなる。精神的な彷徨の末、宗教や民衆の素朴な生き方にひかれ、山上の垂訓を中心として自己完成を目指す原始キリスト教的な独自の教義を作り上げ、以後作家の立場を捨て、その教義を広める思想家・説教者として活動するようになった（トルストイ運動）。その活動においてトルストイは、民衆を圧迫する政府を論文などで非難し、国家と私有財産、搾取を否定したが、たとえ反政府運動であっても暴力は認めなかった。当時大きな権威をもっていたロシア正教会も国家権力と癒着してキリストの教えから離れているとして批判の対象となった。また信条にもとづいて自身の生活を簡素にし、農作業にも従事するようになる。そのうえ印税や地代を拒否しようとして、家族と対立し、1884年には最初の家出を試みた。この危機は1885年頃に終了する。またこの間、1881年にはモスクワに転居し、1901年まで夏期はヤースナヤ・ポリャーナで、冬季はモスクワで過ごす生活を続けた。
上記の「回心」後は、『イワンのばか』(1885)のような大衆にも分かりやすい民話風の作品が書かれた。戯曲『闇の力』(1886)は、専制政治強化を主導していたコンスタンチン・ポベドノスツェフの圧力によって1902年まで公的な上演が禁止されていた。しかし、実際には地下活動によって数回、非公式の形で上演された。そういった圧力が強まる中で『人生論』(1887)など、道徳に関する論文が多くなる。小説も教訓的な傾向の作品が書かれるようになる。『イワン・イリイチの死』(1886年)、『クロイツェル・ソナタ』(1889)などがそれにあたる。『イワン・イリイチの死』では、死を前にした自身の恐怖を描き出している。
1891年から1892年にかけてのロシア飢饉では、救済運動を展開し、世界各地から支援が寄せられたが、政府側はトルストイを危険人物視し、1890年代から政府や教会の攻撃は激しくなった。『神の国は汝らのうちにあり』(1893)など、宗教に関する論文が多くなる。『芸術とは何か』(1898)では、自作も含めた従来の芸術作品のほとんどが上流階級のためのものだとして、その意義を否定した。
その中でも最大の作品は、政府に迫害されていたドゥホボル教徒の海外移住を援助するために発表された晩年の作品『復活』(1899)であり、堕落した政府・社会・宗教への痛烈な批判の書となっている。またこの作品の著作権料によって試みは成功し、カナダへとドゥホボル教徒は移住した。ただ作品の出版は政府や教会の検閲によって妨害され、国外で出版したものを密かにロシアに持ち込むこともしばしばであった。『復活』はロシア正教会の教義に触れ、1901年に破門の宣告を受けたが、かえってトルストイ支持の声が強まることになった。社会運動家として大衆の支持が厚かったトルストイに対するこの措置は大衆の反発を招いたが、現在もトルストイの破門は取り消されていない。
一方で、存命当時より聖人との呼び声があったクロンシュタットのイオアン（のち列聖される）は正教会の司祭でありながらトルストイとの交流を維持しつつ、ロシア正教の教えにトルストイを立ち帰らせようと努めたことで知られる。またトルストイと交流していた日本人・瀬沼恪三郎は日本人正教徒であった。瀬沼恪三郎やイオアンとも会っている事にも見られる通り、必ずしもトルストイと正教会の関係は完全に断絶したとは言えない面もある。
作家・思想家としての名声が高まるにつれて、人々が世界中からヤースナヤ・ポリャーナを訪れるようになった。
1904年の日露戦争や1905年の第一次ロシア革命における暴力行為に対しては非暴力の立場から批判し、特に日本による大韓帝国の保護国化を「日本の政治家は朝鮮を併呑しようと躍起になり、根拠のないことをする狂人だ」と非難した（『ヤースナヤ・ポリャーナ日記』）。1909年と翌1910年にはガンディーと文通している。
その一方、トルストイはヤースナヤ・ポリャーナでの召使にかしずかれる贅沢な生活を恥じ、夫人との長年の不和に悩んでいた。1910年、ついに家出を決行するが、鉄道で移動中悪寒を感じ、家出3日後に小駅アスターポヴォ（現・レフ・トルストイ駅）[map]で下車した。1週間後、11月20日に駅長官舎にて肺炎により死去。82歳没。葬儀には1万人を超える参列者があった。遺体はヤースナヤ・ポリャーナに埋葬された。遺稿として中編『ハジ・ムラート』(1904)、戯曲『生ける屍』(1900)などがある。

## 家族

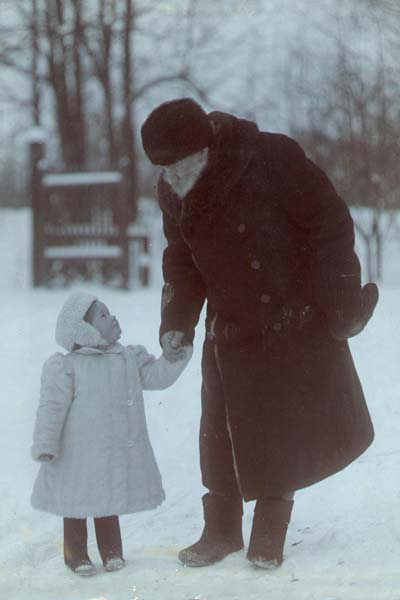
孫娘とともに

妻ソフィア・トルスタヤは悪妻として知られ、ソクラテスの妻クサンティッペ、モーツァルトの妻コンスタンツェとともに「世界三大悪妻」に数える向きもある。
デール・カーネギーは「人を動かす」において、トルストイが臨終の直前妻を近づけるなと遺言したこと、また死の床でソフィアが「お父さんが死んだのは自分のせいである」と自責の言葉を述べたが、それを聞いた子どもたちは誰も反論しなかったエピソードを紹介している。しかし、フェミニスト達は、両者の対立は、トルストイが宗教や社会活動に傾倒して家庭を顧みなかった一方（上述のとおり、晩年のトルストイは印税や地代の受け取りを拒否しようとしたほか、著作権その他の遺産を「ロシア国民に移譲する」とする遺言状を作成しようとしていた）、ソフィアが十数人の子どもたちを養い、生活を守るために現実的に生きざるを得なかったためと主張している。映画「終着駅 トルストイ最後の旅」では、トルストイを深く愛しながらも、彼と対立していくソフィアの報われない愛が描かれている。
次女タチヤナ・トルスタヤは、フランスに亡命しイタリア・ローマで没している。亡命後に父の回想記を著した。
三男イリヤ・トルストイは、1914年に発表した"英: Reminiscences of Tolstoy"（後に加筆された。『父トルストイの思い出』（英: Tolstoy, My Father; Reminiscences）で作家として一躍脚光を浴びた。1917年にアメリカ合衆国へ亡命。
四女アレクサンドラ・トルスタヤは、1929年に日本へ出国し、18ヶ月過ごした後1931年にアメリカ合衆国へ亡命。二年間の日本滞在記を著した。回想記『父と私との生活』 がある。
孫のセルゲイ・トルストイ（1911-1996, 父はミハイル）『トルストイの子どもたち』（青木明子訳、成文社、2019年）があり、親族8名の回想を行った。
玄孫のウラジーミル・トルストイは、ウラジーミル・プーチンの大統領顧問になった。同じく玄孫のピョートル・トルストイは2024年現在、ロシア下院副議長を務めており、またフランス語に堪能である。

## 影響

### ロシア
トルストイは存命中から人気作家であっただけでなく、ガルシン、チェーホフ、コロレンコ、ブーニン、クプリーンに影響を与えた。トルストイの影響は政治にも及んだ。ロシアでの無政府主義の展開はトルストイの影響を大きく受けている。ピョートル・クロポトキン公爵は、ブリタニカ百科事典の「無政府主義」の項で、トルストイに触れ「トルストイは自分では無政府主義者だと名乗らなかったが……その立場は無政府主義的であった」と述べている。
ソ連時代も共産党から公認され、その地位は揺るがなかった。
ウラジーミル・レーニンが愛読者であったことは知られている。トルストイは、革命後ソ連で活動したミハイル・ショーロホフ、アレクセイ・トルストイ、ボリス・パステルナークをはじめ多くの作家に影響を与えている。またアメリカで活躍したウラジミール・ナボコフはトルストイの特異な技法に注目しながら、ロシア作家中で最高の評価を与えている。
宗教思想について本格的に論じられるようになるのはペレストロイカ以降である。また、トルストイの教科書をもとにした教科書がペレストロイカ後に出版されている。

### 西欧
西欧においては1880年代半ばには大作家としての評価が定着した。またロマン・ロラン、トーマス・マンらがトルストイの評伝を書き、マルタン・デュ・ガールが1937年ノーベル賞受賞時の演説でトルストイへの謝意を述べるなど、その影響は世界各国に及んでいる。一方トルストイの非暴力主義にはロマン・ロランやガンディーらが共鳴し、ガンディーはインドの独立運動でそれを実践した。
2002年にノルウェー・ブック・クラブが選定した「世界文学最高の100冊」に『戦争と平和』『アンナ・カレーニナ』『イワン・イリッチの死』が選ばれている。2007年刊行の『トップテン 作家が選ぶ愛読書』においては、現代英米作家125人の投票により、世界文学史上ベストテンの第1位を『アンナ・カレーニナ』が、第3位を『戦争と平和』が獲得した。

### 日本
日本において、トルストイは最も尊敬された外国作家の一人であり、文学者・宗教者・社会主義者・映画監督など広範な人々が影響を受けている。
初めて作品が翻訳されたのは1886年（明治19年）であり、森鷗外や幸田露伴といった一流作家も重訳ながら短編を翻訳した。徳富蘇峰・徳冨蘆花らはヤースナヤ・ポリャーナで直接面会している。森鷗外や島崎藤村も作品に親しんだ。日露戦争反対の論文『汝、悔い改めよ』(1904・明治37)は、幸徳秋水・堺利彦らの『平民新聞』に掲載されて社会主義者を鼓舞し、与謝野晶子の『君死にたまふことなかれ』執筆の契機となった。『平民新聞』の関係者であった木下尚江や中里介山も、以後トルストイと関わっていくことになる。同じころ、賀川豊彦は作品を読んで反戦思想を形成しつつあった。
大正期には、トルストイの思想が白樺派の文学者を中心に大きな影響を及ぼしている。武者小路実篤の「新しき村」の運動や有島武郎の農地解放はその例である。宮沢賢治も文豪に関心を寄せた作家としてあげられる。1914年（大正3年）に島村抱月によって悲恋物語に脚色された『復活』は、松井須磨子主演で上演され大評判となる。また、最初の全集も大正期に出版されている。
映画監督の黒澤明は、『戦争と平和』を全編を通して30回くらいは読んだと述べており、「特に戦争の場面の描写なんかはずいぶんこれから学んだというのがたくさんありますよね。」と語っている。

## 逸話など
トルストイはウラジーミル・マイノフ（1871年 – 1942年?）を通してルドヴィコ・ザメンホフと親交を結び、エスペラントを知って熱心な信奉者になった。トルストイは、エスペラントについて「学習を始めて二時間で読み書きができるようになった」と評価している。
映像および肉声が残されており、文学者の映像・音声として最古のものの一つである。その中には死の3週間前のものと死後の映像が含まれている。
波佐見焼のコンプラ瓶を書斎の一輪挿しにしていた。

## 主要作品
- 幼年時代（英語版）　Детство (1852年)
- 少年時代（英語版）　Отрочество (1854年)
- 青春（英語版）　Юность (1856年)
- セヴァストポリ物語（英語版）　Севастопольские рассказы (1855-56年)
- コサック（英語版、ロシア語版）　Казаки (1852-63年)
- 幸せな家庭（英語版）　Семейное счастье (1859年)
- 戦争と平和 Война и мир（1864-69年）
- コーカサスの虜 (レフ・トルストイ)（ロシア語版） Кавказский пленник（1872年）
- アンナ・カレーニナ Анна Каренина（1873-77年）
- 教義神学研究　Исследование догматического богословия (1879-80年)
- 懺悔（英語版）　Исповедь (1878-82年)
- イワンのばか　Сказка об Иване-дураке и его двух братьях (1885年)
- イワン・イリイチの死（英語版）　Смерть Ивана Ильича (1886年)
- 闇の力（英語版）　Власть тьмы (1886年)
- 民話集
  - 小さい悪魔がパンきれのつぐないをした話（英語版）
  - 人にはどれほどの土地がいるか
  - 鶏の卵ほどの穀物（英語版）
  - 悔い改むる罪人（英語版）
  - クロイソスと運命（英語版）

- 光あるうち光の中を歩め　Ходите в свете покА есть свет (1887年)
- 人生論　О жизни (1889年)
- クロイツェル・ソナタ Крейцерова соната（1889年）
- パアテル・セルギウス（英語版） Отец Сергий（1890年）
- 神の国は汝らのうちにあり　Царство божие внутри вас (1891-93年)
- 主人と下男（英語版）　Хозяин и работник (1895年)
- 芸術とは何か（英語版）　Что такое искусство? (1897-98年)
- 復活　 Воскресение (1889-99年)
- 生ける屍 Живой труп（1900年）
- ハジ・ムラート（英語版、ロシア語版）　Хаджи-Мурат (1896-1904年)
- にせ利札（英語版）　Фальшивый купон (1902-1904年)
- 汝、悔い改めよ（ロシア語版） Одумайтесь! (1904年)
- インドへの手紙（英語版）　(1908年)
- 文読む月日（英語版）　Круг чтения (1903-1910年)